# John Taylor Coleridge
Sir John Taylor Coleridge (9 de julio de 1790 - 11 de febrero de 1876) fue un juez inglés, segundo hijo del Capitán James Coleridge y sobrino del poeta Samuel Taylor Coleridge.

## Vida
Nació en Tiverton, Devon, y fue educado como un colegial (becario del Rey) en el Colegio Eton, y en 1809 obtuvo una beca en el Corpus Christi College, Oxford. En Corpus Christi, John Keble se convirtió en un amigo cercano. Coleridge ganó el Premio del Canciller por verso latino en 1810, se graduó con honores de primera clase en clásicos en 1812, ganó los premios por ensayos en inglés y latín en 1813 (como lo había hecho Keble en 1811), y se convirtió en un becario de Exeter College. En 1819 fue llamado al bar en el Middle Temple y ejerció durante algunos años en el circuito occidental.
En 1824, tras la jubilación de William Gifford, asumió la editoría de la Quarterly Review, renunciándola un año después en favor de John Gibson Lockhart. En 1825 publicó una edición bien considerada de los Comentarios de William Blackstone, y en 1832 fue nombrado serjeant-at-law y registrador de Exeter. En 1835 fue nombrado uno de los jueces del Tribunal del Rey. En 1852 su universidad le concedió un DCL, y en 1858 renunció a su cargo de juez, y fue nombrado miembro del Consejo Privado, lo que le permitía formar parte del Comité Judicial del Consejo Privado. En 1869, produjo su Memoria del Rev. John Keble, cuyo amigo había sido desde sus días universitarios, de la cual se emitió una tercera edición en un año. Falleció en Ottery St Mary, Devon, dejando dos hijos y dos hijas.
Coleridge fue miembro de la Canterbury Association desde el 24 de junio de 1851.

## Familia
John se casó con Mary Buchanan en St Peter's, Woodmansterne, Surrey, en 1818; su padre, Gilbert Buchanan, era entonces rector allí. Tuvieron los siguientes hijos:
- Mary Dorothy Frances Coleridge (1819), falleció en la infancia.
- John Duke Coleridge, I barón de Coleridge (1820–1894), Lord Chief Justice.
- Henry James Coleridge (1822–1893), converso al catolicismo, jesuita, escritor religioso.
- Mary Frances Keble Coleridge (1824–1898).
- Alethea Buchanan Coleridge (1826–1909), se casó en 1849 con John Fielder Mackarness, Obispo de Oxford.
- Frederick William Coleridge (1829–1843).

Los hermanos de Sir John Taylor Coleridge fueron James Duke Coleridge y Henry Nelson Coleridge, este último esposo de Sara Coleridge. Su hermano Francis George fue el padre de Arthur Duke Coleridge (nacido en 1830), secretario de asises en el circuito de Midland y autor de "Eton in the Forties", cuya hija Mary E. Coleridge se convirtió en una conocida escritora de ficción.